# MEGAドン・キホーテUNY会津若松店

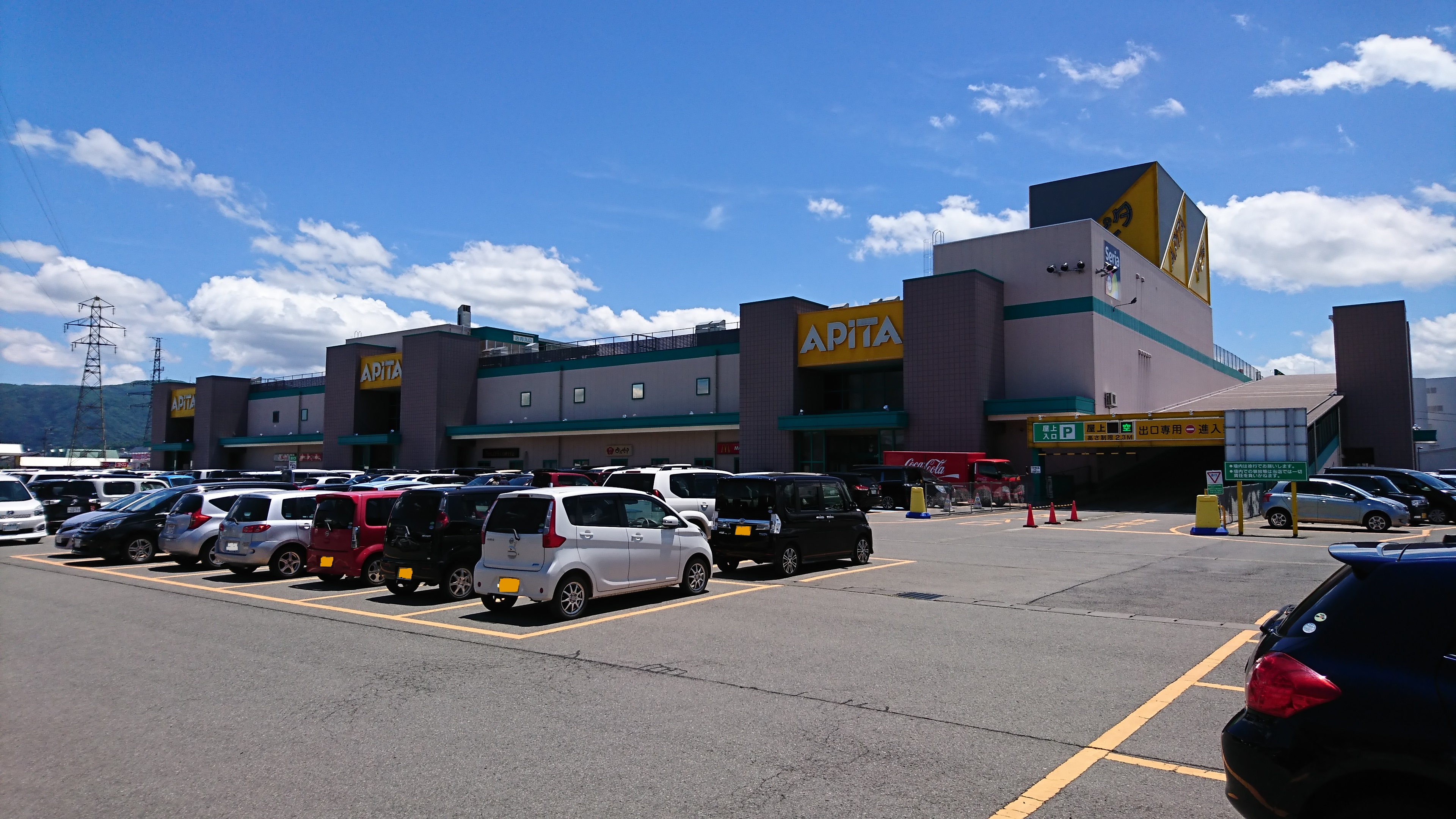
アピタ会津若松店時代

MEGAドン・キホーテUNY会津若松店（メガドンキホーテユニーあいづわかまつてん）は、福島県会津若松市幕内南町に所在し、UDリテール株式会社が運営・管理するショッピングセンターである。
以前は、ユニー株式会社が運営する「アピタ会津若松店」として営業していたが、同社兄弟会社のUDリテール株式会社によって業態転換。総合ディスカウントストア「MEGAドン・キホーテUNY会津若松店」として、2020年11月24日にリニューアルオープンした。

## 概要
会津若松市郊外にある大型ショッピングセンターである。建物は店舗1-2階が店舗で3階が屋上駐車場である。東北地方や福島県では初のユニー店舗として開店した。
2020年8月23日をもって「アピタ」としての営業終了。改装を経て同年11月24日に「MEGAドン・キホーテUNY」へ転換した。

## テナント
1階は食料・日用品売場を核として、ファミリー衣料、飲食店、サービス店舗で構成されている。
2階は衣料品売場を核として、婦人服専門店やアミューズメント、雑貨店等で構成される。
開店当初から、かつてユニー傘下であった呉服専門店である「さが美」が入っているが、かつては「会津サティ」 (2009年6月30日閉店) に出店していた。